# Acanthurus japonicus

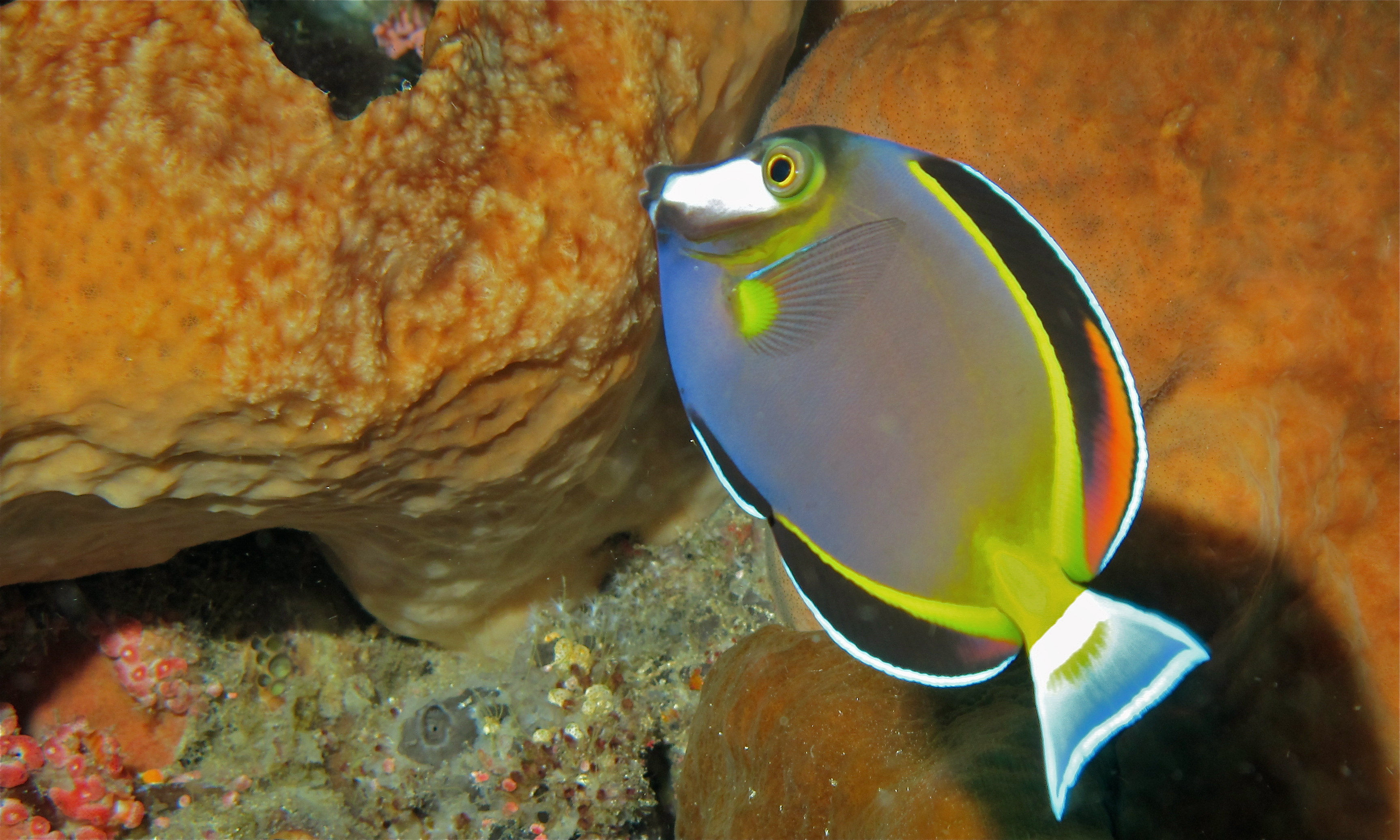
A. japonicus en isla Bunaken, Indonesia

El pez cirujano japonés (Acanthurus japonicus) es un pez cirujano, de la familia de los Acantúridos. Es un ágil y vistoso nadador. Defiende con agresividad su territorio en el arrecife de machos territoriales de su misma especie. 

## Morfología
Posee la morfología típica de su familia, cuerpo comprimido lateralmente y ovalado. La boca es pequeña, protráctil y situada en la parte inferior de la cabeza. Tiene 9 espinas y entre 28 y 31 radios dorsales; 3 espinas y entre 26 y 29 radios anales.
Como todos los peces cirujano, de ahí les viene el nombre común, tiene 2 espinas extraíbles a cada lado de la aleta caudal; se supone que las usan para defenderse de otros peces.
Su coloración es marrón grisácea, con una gran mancha blanca en la parte frontal de la cabeza, desde la parte inferior del ojo a la superior del labio. En la parte blanda de la aleta dorsal tiene una banda rojo-anaranjada, y el pedúnculo caudal es amarillo, del que parten dos líneas amarillas que recorren los márgenes dorsal y abdominal. La aleta caudal tiene una franja amarilla en el centro y es blanca. La base de las aletas pectorales es amarilla. Los machos intensifican su coloración en el cortejo.
Alcanza los 21 cm de largo.

## Hábitat y distribución
Es una especie bentopelágica. Suele verse normalmente en grupos pequeños o grandes, a veces solitarios, en fondos arenosos y rocosos de lagunas protegidas de arrecifes coralinos, y entre corales. Su rango de profundidad alcanza los 20 metros, aunque normalmente se encuentra entre 5 y 15 m de profundidad.
Se distribuye en aguas del océano Pacífico. Es especie nativa de Filipinas, Indonesia, Japón, Malasia, Palaos, isla Spratly y Taiwán.

## Alimentación
En la naturaleza se nutre principalmente de plancton y algas filamentosas. Su alimentación principal es herbívora.

## Reproducción
Son monógamos, ovíparos y de fertilización externa. El desove sucede alrededor de la luna llena, estando sometido a la periodicidad del ciclo lunar. No cuidan a sus crías. Las larvas pelágicas, llamadas Acronurus, evolucionan a juveniles cuando alcanzan los 6 cm. La especie hibrida frecuentemente con sus emparentadas Acanthurus nigricans, Acanthurus achilles y Acanthurus leucosternon.

## Mantenimiento
La iluminación deberá ser necesariamente intensa para que pueda desarrollarse la colonia de algas suficiente de la que se alimenta. Además requiere mantener un buen número de roca viva entre la decoración del acuario con suficientes escondrijos.
Al igual que el resto de especies de cirujanos, son muy sensibles a determinadas enfermedades relacionadas con la piel. Es recomendable la utilización de esterilizadores ultravioleta para la eliminación de las plagas patógenas. 
Aunque es herbívoro, acepta tanto artemia y mysis congelados, como alimentos disecados. No obstante, una adecuada alimentación debe garantizar el aporte diario de vegetales, sean naturales o liofilizados, alga nori, espirulina, etc.